# 星花粉条儿菜
星花粉条儿菜（学名：Aletris stelliflora）为百合科粉条儿菜属下的一个种。